# Monochoria korsakowii
Monochoria korsakowii là một loài thực vật có hoa trong họ Pontederiaceae. Loài này được Regel & Maack mô tả khoa học đầu tiên năm 1861.